# Circeo (miniserie televisiva)
Circeo è una miniserie televisiva italiana del 2022, creata da Flaminia Gressi e diretta da Andrea Molaioli. È ispirata alla vicenda del massacro del Circeo e racconta la sofferenza di Donatella Colasanti e il processo ai suoi aguzzini.

## Trama
29 settembre 1975. La diciassettenne Donatella Colasanti e la diciannovenne Rosaria Lopez hanno un appuntamento con dei ragazzi che avevano conosciuto pochi giorni prima al bar della torre Fungo dell'EUR tramite un amico comune. Gianni Guido (19 anni, studente di architettura) ed Angelo Izzo (20 anni, studente di medicina) convincono le ragazze ad andare a una festa a casa dell'amico comune, ubicata a Lavinio, frazione di Anzio. Le ragazze non sanno che i due sono militanti neofascisti, che avevano scontato 20 mesi di carcere per una rapina e che Izzo era stato condannato a due anni di reclusione, mai scontati a seguito di una sospensione condizionale della pena, per aver violentato due ragazze.
Alle 18:20 i ragazzi arrivano a Villa Moresca, una dimora del Circeo di proprietà della famiglia di Andrea Ghira, figlio ventiduenne dell'imprenditore edile e campione olimpico di pallanuoto Aldo Ghira, che non avevano ancora incontrato. I ragazzi dicono alle amiche che lì devono incontrare un altro amico per recarsi poi tutti insieme a Lavinio; dopo qualche ora trascorsa a chiacchierare e ad ascoltare musica, all'improvviso Izzo e Guido cominciano a fare esplicite avances sessuali alle ragazze, le quali non accondiscendono, provocando una reazione furiosa dei giovani che le minacciano con una pistola millantando di far parte del clan dei marsigliesi. Per più di un giorno e una notte le due ragazze verranno violentate, seviziate, massacrate e insultate da Izzo, Guido e Ghira, che si era aggiunto presentandosi come il capo dei marsigliesi.
Nel mezzo delle torture Guido si assenta momentaneamente per cenare a Roma con i suoi familiari, poi fa ritorno al Circeo dai suoi amici aguzzini. Le ragazze vengono drogate e Rosaria viene trascinata nel bagno al piano superiore della villa dove viene ulteriormente picchiata e infine annegata nella vasca da bagno. I tre tentano poi di strangolare Donatella con una cintura e seguitano a colpirla di prepotenza. In un momento di distrazione degli aguzzini, Donatella riesce a raggiungere un telefono e cerca di chiedere aiuto, ma viene scoperta e ulteriormente colpita con una spranga di ferro.
A quel punto la ragazza si lascia cadere a terra fingendosi morta; credendo di aver ucciso anche lei, gli aguzzini la rinchiudono insieme al cadavere di Rosaria nel bagagliaio di una Fiat 127 bianca. I tre poi partono alla volta di Roma, intenzionati a disfarsi dei cadaveri, e lasciano l'auto nei pressi della casa di Guido prima di andare a cena. Alle 22:50 un metronotte si accorge dei rumori che provengono dalla vettura e allerta i Carabinieri che accorrono sul posto e aprono il bagagliaio della vettura trovando le due ragazze. Donatella viene trasportata in ospedale, Izzo e Guido vengono arrestati dopo poco mentre Ghira, messo in allarme da una soffiata, si rende latitante.
Teresa Capogrossi, giovane avvocata dello studio Tarsitano, si interessa da subito al caso, si avvicina a Donatella in ospedale diventando poi la sua avvocata. Le due passeranno diverso tempo insieme nei mesi a seguire per preparare la difesa in vista del processo che si tiene a Latina con il supporto dell'avvocata Tina Lagostena Bassi e di diverse associazioni femministe che si costituiscono parte civile e presenziano al processo. Il 29 luglio 1976 in primo grado vengono condannati all'ergastolo, senza alcuna attenuante, Izzo e Guido, e in contumacia anche Ghira il quale, come verrà poi appurato, era riuscito a fuggire in Spagna dove adotterà un falso nome arruolandosi nella legione straniera spagnola dalla quale verrà espulso per abuso di stupefacenti nel 1994 poco prima di morire di overdose a Melilla.
La sentenza viene poi modificata in appello il 28 ottobre 1980 per Guido e la condanna viene ridotta a 30 anni, dopo la dichiarazione di pentimento e l'accettazione da parte della famiglia della ragazza uccisa di un risarcimento. Guido riuscirà in seguito a evadere dal carcere di San Gimignano nel gennaio del 1981 fuggendo a Buenos Aires dove verrà arrestato due anni dopo. In attesa dell'estradizione, nell'aprile del 1985 riuscirà ancora a fuggire e nel giugno del 1994 verrà di nuovo catturato a Panama, dove si era rifatto una vita come commerciante di autovetture, ed estradato in Italia. Izzo invece, dopo aver ottenuto la semilibertà nel dicembre del 2004, nell'aprile del 2005 vicino a Campobasso con un complice ucciderà moglie e figlia di un pentito della Sacra Corona Unita conosciuto in carcere; nel gennaio del 2007 Izzo verrà così condannato all'ergastolo. Nel frattempo Donatella Colasanti era morta il 30 dicembre 2005, all'età di 47 anni, a Roma per un tumore al seno, ancora duramente sconvolta per la violenza subita trenta anni prima; avrebbe voluto assistere al nuovo processo contro Izzo. Nel 2008, dopo 14 anni, Guido torna in libertà fruendo di uno sconto di pena grazie all'indulto.

## Episodi
| Stagione       | Episodi | Pubblicazione | Prima TV |
| -------------- | ------- | ------------- | -------- |
| Unica stagione | 6       | 2022          | 2023     |

## Personaggi e interpreti

### Personaggi principali
- Teresa Capogrossi, interpretata da Greta Scarano. È l'avvocata di Donatella Colasanti.
- Donatella Colasanti, interpretata da Ambrosia Caldarelli. È la ragazza sopravvissuta al massacro del Circeo, protagonista del processo a Izzo, Guido e Ghira.
- Saverio Vitale, interpretato da Angelo Spagnoletti. È il fotografo che riesce ad immortalare il momento in cui Donatella viene tirata fuori dalla Fiat 127. Nei mesi a seguire cerca in tutti i modi di avvicinarsi a Donatella e alla sua avvocata, con la quale nascerà anche qualcosa.
- Maria Colasanti, interpretata da Francesca Antonelli. È la madre di Donatella.
- Gioia, interpretata da Benedetta Cimatti. È una ginecologa che lotta per i diritti delle donne. Sarà lei a presentare Tina Lagostena Bassi all'amica Teresa Capogrossi.
- Angelo Izzo, interpretato da Guglielmo Poggi. È uno dei tre aguzzini del Circeo.
- Rocco Mangia, interpretato da Claudio Castrogiovanni. È l'avvocato di Angelo Izzo.
- Revel, interpretato da Mario Pirrello. È uno degli avvocati della difesa.
- Maria Causarano, interpretata da Silvia Salvatori. È l'avvocata della famiglia Lopez.
- Budini, interpretato da Massimo Cimaglia. È l'avvocato di Gianni Guido.
- Zeppieri, interpretato da Filippo Luna. È uno degli avvocati dei ragazzi.
- Vito Gianpietro, interpretato da Duccio Camerini. È il pubblico ministero del processo.
- Roberto Colasanti, interpretato da Giacomo Colavito. È il fratello di Donatella.
- Ada Capogrossi, interpretata da Stefania Orsola Garello. È la madre di Teresa.
- Andrea Ghira, interpretato da Leonardo Mazzarotto. È il terzo aguzzino del Circeo che riesce a darsi alla latitanza.
- Tina Lagostena Bassi, interpretata da Pia Lanciotti. È l'avvocata delle donne che sostiene e affianca Teresa Capogrossi e Fausto Tarsitano nel processo; è impegnata in prima persona per cambiare la legge sulla violenza sessuale sulle donne.
- Fausto Tarsitano, interpretato da Enrico Ianniello. È un avvocato penalista per cui lavora Teresa Capogrossi, storico legale della CGIL e de l'Unità.
- Marcella Fani, interpretata da Maria Vittoria Casarotti Todeschini. È la giornalista della Rai che segue e racconta il processo del Circeo. Avrà una storia con Saverio.

### Personaggi secondari
- Rosaria Lopez, interpretata da Adalgisa Manfrida. È la ragazza uccisa al Circeo.
- Don Occelli, interpretato da Andrea Pennacchi.
- Gianni Guido, interpretato da Marco Tè. È il secondo aguzzino del Circeo.
- Presidente Corte d'assise d'appello, interpretato da Lucio Patanè. È il giudice che riduce la condanna a Gianni Guido.
- Marignani, interpretato da Flavio Domenici.
- Adele, interpretata da Grazia Gagliardi.
- Marco Sappelli, interpretato da Federico Galante.
- Fabrizio Giraudo, interpretato da Achille Marciano.
- Rodrigo, interpretato da Francesco Marioni.
- Marta, interpretata da Sara Mondello.
- Aldo, interpretato da Gianluca Mastrorocco.
- Nadia, interpretata da Asia Nevi.
- Mario Colasanti, interpretato da Daniele Nuccetelli. È il padre di Donatella.
- Sonia, interpretata da Nina Pons.
- Stefano Fabris, interpretato da Adriano Saleri.
- Claudio Alcesti, interpretato da Stefano Skalkotos.
- Manlio Capogrossi, interpretato da Federico Ceci. È il padre di Teresa con la quale non ha un bel rapporto.
- Salvatore Vecchione, interpretato da Daniele Monterosi.
- Francesco, interpretato da Raffele Proietti.
- Franco Padulli, interpretato da Andrea Venditti.
- Olga Lopez, interpretata da Federica Zacchia. È la sorella di Rosaria.
- Massimo Lopez, interpretato da Giuseppe Coppola. È il fratello di Rosaria.
- Luciano, interpretato da Adriano Moretti.
- Presidente della Corte d'assise, interpretato da Luciano Miele. È il giudice che condanna i tre aguzzini all'ergastolo.
- Alessandro, interpretato da Franco Giusti.
- Ennio, interpretato da Cristiano Piacenti.
- Fiorella, interpretata da Ludovica Rubino.
- Flavio, interpretato da Morris Sarra.
- Loredana Rotondo, interpretata da Clotilde Sabatino.
- Alfredo De Marsico, interpretato da Mattia Sbragia. È un famoso penalista della difesa nel processo di appello.
- Procuratore generale, interpretato da Ettore Belmondo.
- Manfredi Rossi, interpretato da Leonardo Sbragia. È un altro degli avvocati.

## Produzione
La miniserie è creata da Flaminia Gressi, diretta da Andrea Molaioli, elaborata da Flaminia Gressi, Viola Rispoli e prodotta da Cattleya, Vis, Paramount+ e Rai Fiction.
Le riprese sono state effettuate tra la fine del 2021 e i primi mesi del 2022 principalmente a Roma e a San Felice Circeo.
Il personaggio di Teresa Capogrossi è totalmente inventato. Regia, autori e produzione hanno avuto contatti con i familiari delle vittime. 

## Distribuzione
La miniserie è stata distribuita in prima visione assoluta dalla piattaforma Paramount+ dal 15 al 29 settembre 2022 e trasmessa in prima visione in chiaro da Rai 1 dal 14 al 28 novembre 2023.

## Riconoscimenti
- Nastro d'argento
  - 2023 – Miglior miniserie[16]
- Nastri d'argento - Grandi Serie
  - 2023 - Miglior serie TV - Dramedy[17]